# Wyższa Szkoła Nauk o Zdrowiu w Bydgoszczy
Wyższa Szkoła Nauk o Zdrowiu – uczelnia niepubliczna w Bydgoszczy.

## Charakterystyka
Wyższa Szkoła Nauk o Zdrowiu to uczelnia zawodowa o profilu medycznym. Proces dydaktyczny realizowany jest na studiach licencjackich (I stopnia), magisterskich (II stopnia) oraz podyplomowych i jednolitych magisterskich. Ofertę edukacyjną tworzą 3 kierunki (oraz 2 dodatkowe będące obecnie w przygotowaniu) i 11 specjalności na studiach stacjonarnych i niestacjonarnych.
Uczelnia współpracuje ze szpitalami bydgoskimi, m.in. Wojskowym Szpitalem Klinicznym, Szpitalem Miejskim, Centrum Medycznym Gizińscy oraz przychodniami specjalistycznymi, a także placówkami fizjoterapeutycznymi uzdrowisk w Inowrocławiu (Sanatorium Uzdrowiskowe „Oaza”) i Ciechocinku (Klinika Uzdrowiskowa „Pod Tężniami”).
Studenci mogą korzystać z wymiany zagranicznej w ramach programu Erasmus oraz rozwijać swoje zainteresowania w kołach naukowych.

## Historia
Uczelnia powstała z inicjatywy mgr inż. Marka Krzysztofa Szaraty, od 1998 r. pracującego w branży edukacji niepublicznej. 31 sierpnia 2005 roku Minister Edukacji Narodowej wydał zgodę na powstanie uczelni. Wyższa Szkoła Nauk o Zdrowiu w Bydgoszczy została wpisana do rejestru uczelni niepaństwowych pod numerem 177 i była pierwszą niepaństwową uczelnią medyczną w regionie kujawsko-pomorskim. Pierwszym jej rektorem został prof. dr hab. n. med. Bronisław Zachara.
Początkowo nauczano na kierunkach analityka medyczna i kosmetologia, od 2009 roku także na kierunku fizjoterapia. W listopadzie 2010 r. uczelnia uzyskała prawo do nauczania na kierunku biotechnologia.

## Baza lokalowa
Siedziba szkoły się przy ulicy Jagiellońskiej 4, w ścisłym centrum Starego Miasta (do 2017 r. mieściła się w budynku przy ulicy Karpackiej 54 w Bydgoszczy), natomiast pracownie fizyko- i kinezyterapii znajdują się w Centrum Medycznym Gizińscy przy ulicy Kościuszki 16. Uczelnia korzysta również z pracowni specjalistycznych policealnych szkół medycznych przy ul. Lenartowicza 33-35 oraz Zespołu Szkół Nr 1 w Bydgoszczy. W końcu 2021 uczelnia nabyła ponadto budynek przy ul. Jagiellońskiej 2 (dawny klub "Savoy").

## Kierunki
- Fizjoterapia
- Kosmetologia
- Pielęgniarstwo

Uczelnia daje możliwość podjęcia także studiów podyplomowych. 